# Gruta dos Covões
A Gruta dos Covões é uma gruta portuguesa localizada na freguesia dos Cedros, concelho da Horta, ilha do Faial, arquipélago dos Açores.
Esta formação geológica apresenta uma geomorfologia de Tubo de lava de encosta, apresentamdo um comprimento de 50 m, uma largura máxima de 2 m e uma altura máxima de 1 m.